# بات فينيكس
بات فينيكس (بالإنجليزية: Pat Phoenix)‏ هي ممثلة بريطانية (وحملت سابقاً جنسية المملكة المتحدة لبريطانيا العظمى وأيرلندا)، ولدت في 26 نوفمبر 1923 في المملكة المتحدة، وتوفيت بنفس المكان في 17 سبتمبر 1986 بسبب سرطان الرئة.

## وصلات خارجية
- بات فينيكس على موقع IMDb (الإنجليزية)
- بات فينيكس على موقع قاعدة بيانات الفيلم (الإنجليزية)